# یواس‌اس ردفورد (دی‌دی-۱۲۰)
یواس‌اس ردفورد (دی‌دی-۱۲۰) (به انگلیسی: USS Radford (DD-120)) یک کشتی بود که طول آن ۳۱۴ فوت ۵ اینچ (۹۵٫۸۳ متر) بود. این کشتی در سال ۱۹۱۸ ساخته شد.